# Видение святого Августина (картина Карпаччо)
Видение святого Августина (итал. Visione di sant'Agostino или  Sant'Agostino nello studio) — картина итальянского живописца раннего  Возрождения, периода кватроченто венецианской школы Витторе Карпаччо. Хранится в Венеции, в Скуоле ди Сан-Джорджо-дельи-Скьявони.

## История создания
Скуола ди Сан-Джорджо-дельи-Скьявони (итал. La Scuola di San Giorgio degli Schiavoni — Скуола Святого Георгия Славян;
«Schiavoni» на венецианском диалекте означает «славяне») была основана в 1451 году выходцами из Далмации, в основном моряками и ремесленниками славянского происхождения. Славяне пользовались покровительством Венецианской республики, ценившей их вклад в развитие судоходства, торговли и важную роль в противостоянии Османской империи. В начале XVI века, вероятно, около 1502 года Витторе Карпаччо получил от Скуолы заказ на серию картин, посвящённых эпизодам из жития святых покровителей братства — Георгия, Трифона и Иеронима.

## Сюжет
Картина стала последней в цикле из трёх картин, посвящённых святому Иерониму. Ей предшествовали две — «Святой Иероним и лев» и «Похороны святого Иеронима». Предполагая, что картины расположены во временной последовательности, Рёскин заключил, что на последней святой изображён уже после смерти в Небесной обители. Этой точки зрения придерживались до 50-х годов XX века, когда было доказано, что на картине изображён не Иероним, а святой Августин в момент, когда недавно почивший Иероним явился ему в облаке света.
Средневековая легенда о видении святого Августина появилась, вероятно, в конце XIII века и была включена, в частности, в книгу Петра де Наталибуса «Catalogus sanctorum et gestorum eorum», многократно издававшуюся в эпоху Карпаччо. Согласно легенде, Августин, ещё не зная о смерти Иеронима, решил написать ему письмо и задать некоторые вопросы богословского характера. Вдруг его келья озарилась сверхъестественным сиянием и раздался голос Иеронима, поведавший о том, что его душа рассталась с телом и теперь пребывает на Небесах. Затем он ответил на волновавшие Августина вопросы о Троице, зарождении и исхождении Сына от Отца, небесной иерархии и тому подобном.

## Описание картины
Августин сидит за рабочим столом в чёрной моццетте с капюшоном, чёрном дзуккетто и белой сутане поверх красной туники. Он работает в большом помещении, воплощающем представление об идеальном кабинете ренессансного учёного-гуманиста. Кабинет Августина увенчан венецианским кессонным потолком. На карнизе деревянной обшивки стен стоят предметы светского характера: вазы, бронзовые фигурки Венеры и лошади. В центре задней стены — алтарь, на котором большая статуя воскресшего Христа, епископская митра, два подсвечника. С одной стороны висит кадило, с другой к стене прислонен епископский посох. Внутри алтаря можно увидеть литургические предметы: ладанницу, книги, сложенное облачение. На золочёной конхе над головой Христа изображён серафим. Одна дверь рядом с алтарём открыта, за нею можно разглядеть научные приборы.
В левой части комнаты стоят мягкое кресло со столиком для чтения, размышления и молитвы. На противоположной стороне, у окна, Августин сидит на возвышении за столом, заваленным книгами. Рядом можно увидеть морскую раковину, колокольчик, ножницы, два сосуда с крышками. Над столом подвешена армиллярная сфера, а в шкафчике под ним — песочные часы и книги. Ноты в правом нижнем углу картины можно прочитать — они содержат светскую и церковную музыку.
Святой Иероним на картине не показан. О его присутствии говорит яркий сверхъестественный свет, льющийся из окна справа и прочерчивающий чёткие тени на полу. В отличие от других художников средневековья и Возрождения, Карпаччо удерживается от непосредственного изображения чудес, показывая их лишь косвенно через фантастическое сияние, проникающее в комнату, и обращённые к нему взгляды святого и маленькой собачки вольпино итальяно в левой части картины.
В геометрическом центре картины расположен алтарь у задней стены, однако центр композиции смещён к правому краю полотна, туда, где находится святой Августин. Там же, чуть ниже поднятой руки святого находится точка схода перспективы.
Карпаччо, вероятно, изобразил святого Августина в облике покойного кардинала Виссариона Никейского — покровителя Скуолы, основателя библиотеки Святого Марка и, скорее всего, единственного кардинала, носившего бороду в эту эпоху. Он также был тесно связан с семьёй Паоло Валарессо, который пожертвовал мощи святого Георгия братству в 1502 году. Наконец, как выдающийся учёный Виссарион был подходящей кандидатурой на роль Августина.